# Nordaustlandet
Nordaustlandet (literalmente, em norueguês, "a terra do nordeste") é uma ilha do grupo das Svalbard situada no nordeste do arquipélago, e daí o seu nome. Está separada da ilha principal (Spitzbergen) pelo estreito de Hinlopen.  Tem uma área de 14 467 km², e é a segunda maior no arquipélago e a 58ª maior do mundo. É desabitada.

A sua superfície está essencialmente coberta de glaciares, que se dividem em duas zonas principais: Austfonna (o "glaciar do leste", o maior da Europa em volume, e Vestfonna (o "glaciar do oeste"). Nordaustlandet está incluída no Parque Natural do Nordeste de Svalbard.

A ilha tem uma costa muito recortada nos lados oeste e norte, com fiordes profundos e zonas sem gelo. O seu ponto mais elevado está localizado no lado leste, e atinge os 764 m. Tem uma vegetação em geral muito esparsa, permitindo a existências de renas. Junto à costa vivem morsas, concentradas em pequenas área, e na proximidade dos blocos de gelo à deriva podem ser vistos ursos polares. Nas falésias, nidificam gaivotas e voam outras aves.